# Silvie porumbacă

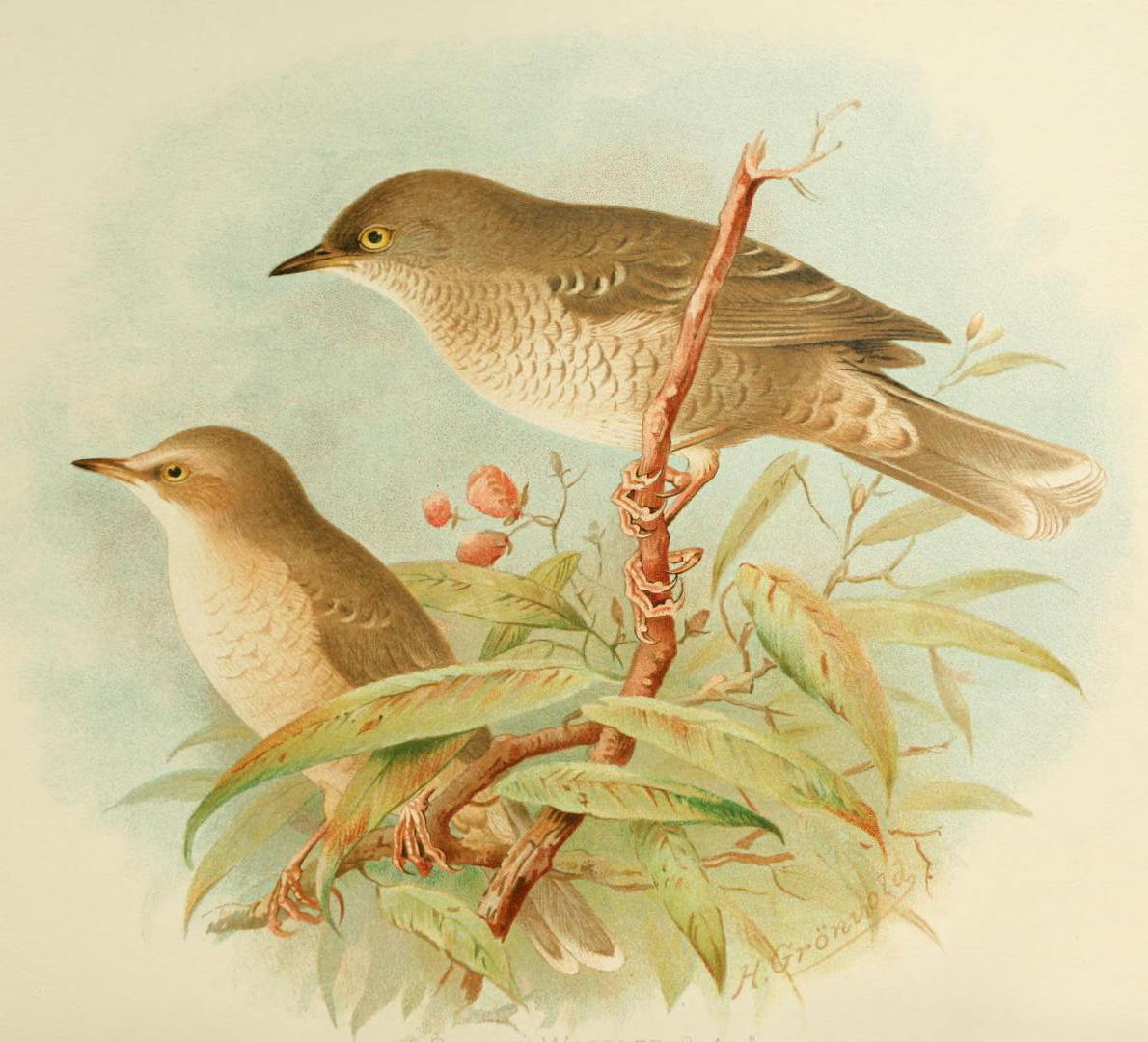

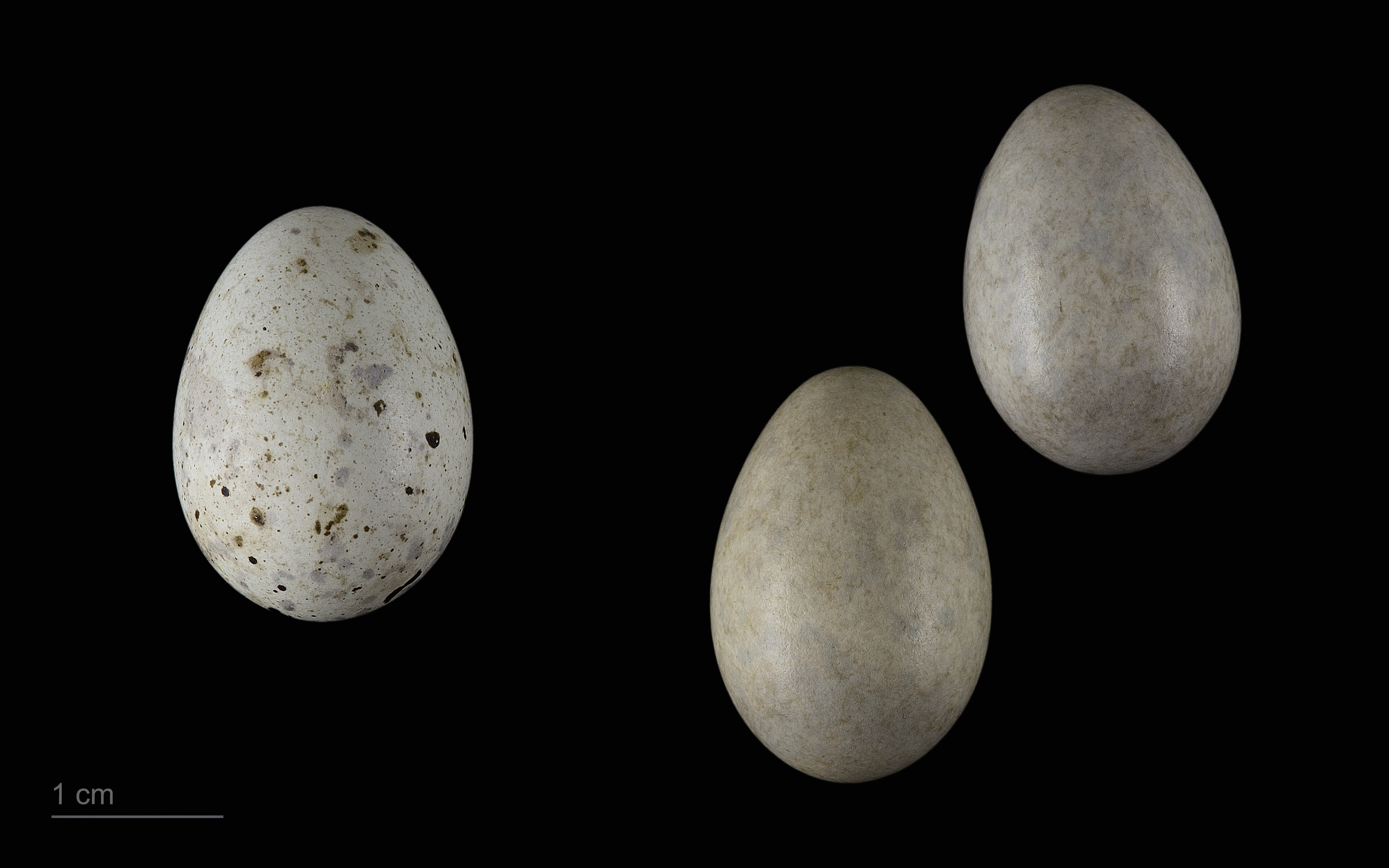
Cuculus canorus canorus într-un cuib de Sylvia nisoria - MHNT

Silvia porumbacă (Sylvia nisoria), numită și silvie undulată, privighetoare porumbacă, este o pasăre migratoare din familia silviidelor, ordinul paseriformelor, răspândită în Asia Centrală și de Vest, precum și în centrul și estul Europei, lipsind în zonele occidentale ale continentului european. Este o specie migratoare care iernează în estul continentului african: în Etiopia, Kenia, Tanzania și Uganda. Sunt descrise 2 subspecii: Sylvia nisoria nisoria și Sylvia nisoria merzbacheri. În România și Republica Moldova cuibărește subspecia Sylvia nisoria nisoria, care este un oaspete de vară. În România este destul de frecventă, întâlnindu-se în toată țară în regiunile joase și de dealuri. Populația cuibăritoare din România este cuprinsă între 165.000 și 330.000 de perechi. Cele mai mari efective sunt înregistrate în Rusia, Ucraina și Ungaria. În Republica Moldova se întâlnește în zonele împădurite. Preferă regiunile deschise cu tufișuri și cu copaci izolați, pădurile rare și poienile cu tufărișuri și lăstărișuri, viețuind în același habitate cu sfrânciocul roșiatic. Pe alocuri se întâlnește în zăvoaie, sălcișuri și perdele cu tufărișuri din lungul râurilor, luncilor și în alte zone umede. Limita altitudinală a cuibăritului este de 1.600 m. Este o pasăre mică, având o lungime de 16-17 cm și o greutate de 19-29 grame. Este cea mai mare dintre silviile din România. Longevitatea maximă înregistrată în natură este de 11 ani și 9 luni. Partea superioară a corpului este cenușie, aripile și coada sunt mai închise, brune. Capul cenușiu pronunțat, cu penele de pe frunte și de pe creștet înfoiate în stare de deranj, alcătuind un moț caracteristic de forma unei căciulițe. Se deosebește de alte silvii după desenul pestriț, porumbac, cu striații dese transversale, undulate sau semilunare, de culoare cenușie, de pe flancuri, abdomen și piept. Remigele terțiare, tectricele supraalare și supracodalele au vârfurile albicioase, iar coada destul de lungă are marginile albe. La mascul irisul este galben viu, marginile gușii și flancurile cu pete semilunare cenușii-închis, axilarele sunt alb-roz cu dungi brunii. La femelă irisul este galben-șters, gușa fără pete cenușii, iar pe flancuri petele sunt foarte puține, zona axilară este tot alb-roz, însă fără dungi. Este o specie omnivoră, dar consumă predominant insecte: muște, furnici, greieri, lăcuste, coleoptere mici, larvele unor fluturi, dar și păianjeni. Din hrana sa vegetală fac parte pomușoarele și semințele, în special murele și boabele de soc, care sunt consumate mai ales la sfârșitul verii și toamna. Hrana o culeg de pe sol, în zbor sau de pe frunzele și tulpinile arbuștilor. Sosește din cartierele de iernare prin aprilie-mai. Masculul construiește inițial o platformă nefinisată pentru cuib. După formarea perechii, femela folosește materialul acestei platforme pentru a construi un cuib mai elaborat din fire fine de vegetație ierboasă, căptușit pe dinăuntru cu păr de mamifere. Cuibul este amplasat la o înălțime mică de la sol, de obicei la o înălțime de maximum 1 m, în vegetația deasă, arboricolă sau cățărătoare, obișnuit într-un arbust cu spini, în vecinătatea unuia de sfrâncioc roșiatic, acest lucru se explică prin agresivitatea crescută a ambelor specii față de prădători, beneficiind astfel reciproc de pe urma acestui tip de comportament și pot să crească în siguranță puii. Femela depune, în jumătatea a doua a lunii mai, 3-6 ouă de culoare gălbui-albicioasă, ornate cu puncte și pete mici, violacee sau surii,  cu o dimensiune medii de 21×16 mm. Clocesc ambii părinți în egală măsură timp de 12-16 zile. Puii devin zburători și părăsesc cuibul la 12-13 zile după eclozare, dar rămân în preajma adulților circa 3 săptămâni. Pot să scoată două rânduri de pui pe sezon. După depunerea ouălor unii masculi abandonează femelele și ponta și caută un nou teritoriu pentru atragerea altei femele (astfel de masculi sunt numiți poligami), în acest caz femela incubează singură ouăle și hrănește, de asemenea, singură puii. O parte dintre masculi rămân însă cu prima femelă și în astfel se formează o relație monogamă. Silvia porumbacă migrează toamna pentru a ierna în Africa de Est. Are un cântec plăcut, emis în zbor sau de pe un copac sau tufar, asemănător cu cel al silviei de zăvoi, dar mai sonor, cu fraze mai scurte, cu un sunet aspru intercalat. Strigătul de alarmă și de contact este aspru: " trrrrt" sau "trrrrt-trrrt", încetinit spre final, destul de asemănător cu cel al unei vrăbii de casă furioase. Este o pasăre folositoare, deoarece circa 90% din nevertebratele consumate reprezintă insecte fitofage, periculoase silviculturii și agriculturii.